# Caroline van Saksen-Weimar-Eisenach

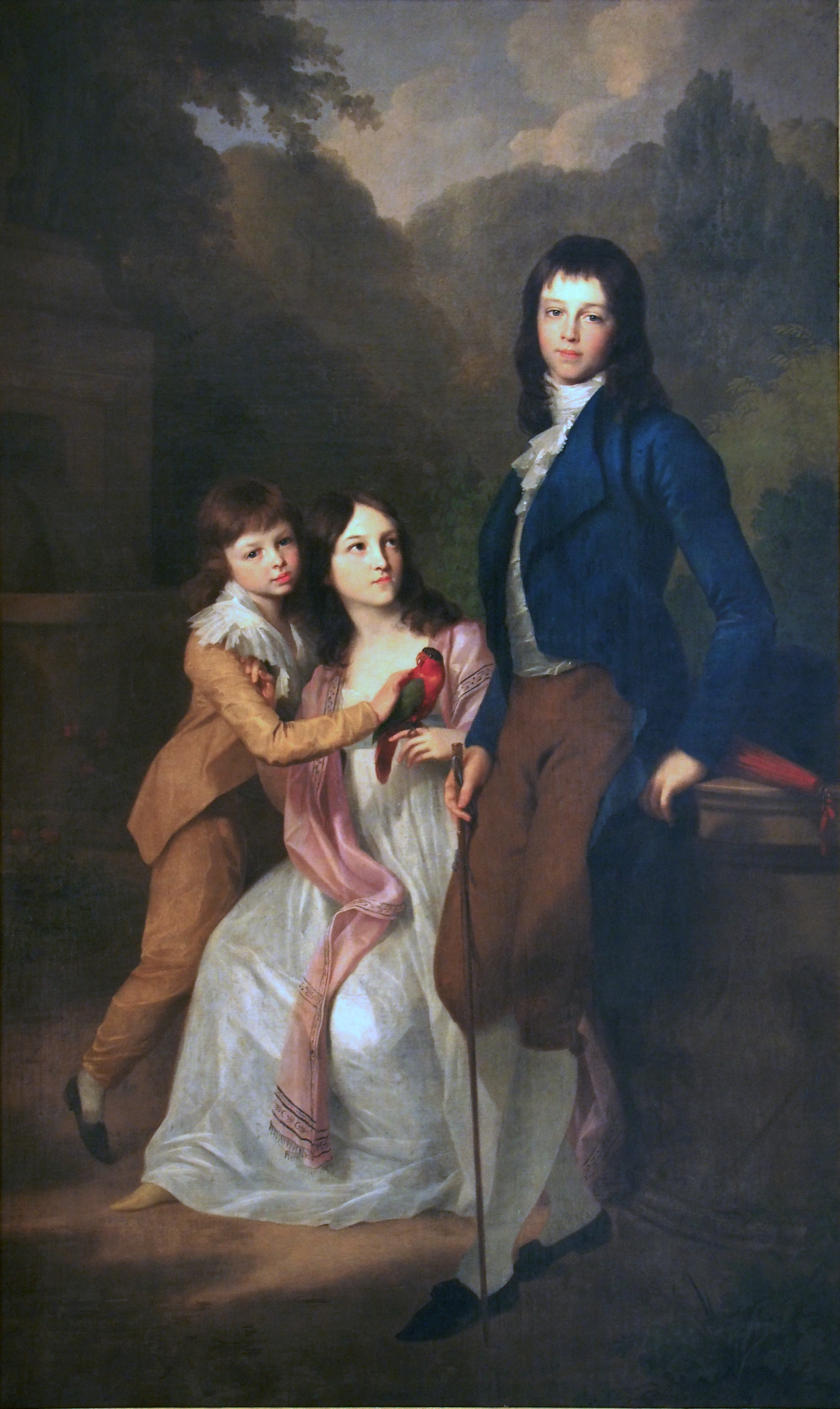
Portret van Caroline van Saksen-Weimar-Eisenach (midden) en haar broers, Johann Friedrich August Tischbein, 1798.

Caroline Louise van Saksen-Weimar-Eisenach (Weimar, 18 juli 1786 - Ludwigslust, 20 januari 1816) was prinses van Saksen-Weimar-Eisenach en via haar huwelijk erfgroothertogin van Mecklenburg-Schwerin. Ze behoorde tot de Ernestijnse linie van het huis Wettin.

## Levensloop
Caroline was de enige overlevende dochter van groothertog Karel August van Saksen-Weimar-Eisenach uit diens huwelijk met Louise, dochter van landgraaf Lodewijk IX van Hessen-Darmstadt. De prinses kreeg een zorgvuldige opvoeding; Henriette von Knebel stond in voor het grootste deel van haar opvoeding, het religieuze aspect werd toevertrouwd aan theoloog Johann Gottfried von Herder. In 1807 schonk dichter Johann Wolfgang von Goethe haar zijn Reise-, Zerstreuungs- und Trostbüchlein met 88 landschappen van zijn hand en na haar vroege overlijden dichtte hij voor Caroline het logelied An dem öden Strand des Lebens.
Op 1 juli 1810 huwde ze in Weimar met de erfgroothertog Frederik Lodewijk van Mecklenburg-Schwerin (1778-1819), die reeds kinderen had uit een eerder huwelijk. Frederik Lodewijk schonk zijn echtgenote het gastenhuis van zijn vader in Ludwigslust, dat vanaf dan Hotel de Weimar werd genoemd. Ze correspondeerde met alle grote intellectuelen in Weimar, waaronder Charlotte von Lengefeld, de weduwe van dichter Friedrich Schiller.
De bevalling van haar derde kind in 1815 ondermijnde haar gezondheid en ze stierf in januari 1816 in Slot Ludwigsburg, amper 29 jaar oud. Caroline gaf op haar sterfbed haar echtgenoot het bevel om te hertrouwen met haar nicht Augusta van Hessen-Homburg, hetgeen hij in 1818 effectief deed.

## Nakomelingen
Caroline en haar echtgenoot kregen drie kinderen:
- Albert (1812-1834)
- Helena (1814-1858), huwde in 1837 met Ferdinand Filips van Orléans, kroonprins van Frankrijk.
- Magnus (1815-1816)